# Những công dân tập thể
Những công dân tập thể là một bộ phim truyền hình được thực hiện bởi Trung tâm Phim truyền hình Việt Nam, Đài Truyền hình Việt Nam do NSƯT Vũ Trường Khoa  và Trần Quang Vinh đồng đạo diễn. Phim phát sóng vào lúc 20h05 thứ 5, 6 hàng tuần bắt đầu từ ngày 22 tháng 6 năm 2012 và kết thúc vào ngày 2 tháng 11 năm 2012 trên kênh VTV1.

## Nội dung
Những công dân tập thể xoay quanh đời sống của những công dân sống trong khu tập thể Kim Trung, xây dựng từ những năm 70 đang xuống cấp và trong giai đoạn giải tỏa, cùng với đó là những đổi thay trong nếp sống, cách nghĩ của những con người sống nơi đây...
Nhân vật chính trong phim là Dương (Kiều Anh), là một phụ nữ khá xinh đẹp, có trình độ, có địa vị, con một nhà giáo (NSND Như Quỳnh), sống mẫu mực. Chồng của Dương, Kỉnh (Công Dũng) là một cán bộ tổ chức của một trường Đại học danh tiếng. Cô có đứa con trai kháu khỉnh thông minh, cậu em đầy cá tính, luôn yêu thương chị hết lòng… Nhưng bên trong cuộc sống đáng được ngưỡng mộ ấy là hình ảnh, cuộc sống hoàn toàn khác của Dương. Cô sống trầm lặng và mệt mỏi trước một người chồng bản tính khô khan, thô vụng, luôn mặc cảm, thiếu tự tin với suy nghĩ sống nhờ nhà vợ. Cuộc sống của Dương hoàn toàn đảo lộn và gia đình cô đứng trước nguy tan vỡ khi chồng của Dương - Kỉnh gặp Xuyền – một phụ nữ sẵn sàng lao vào Kỉnh chỉ bởi cơ thể vạm vỡ, khuôn mặt đẹp trai mà không quan tâm đến bất kỳ yếu tố nào khác. Những thay đổi khá “hồn nhiên” sau khi chồng có bồ là điều Dương dễ dàng nhận ra sự khác lạ so với ngày thường. Mọi chuyện lên đến đỉnh điểm khi một ngày Dương gặp Kỉnh và Xuyền tại khách sạn. Dương quyết định ly hôn nhưng trớ trêu thay, mẹ cô lại đột ngột qua đời vì tai nạn xe máy. Trước khi nhắm mắt, bà muốn Dương tha thứ cho Kỉnh. Vì mẹ, Dương đã xé đơn ly hôn…
Đó là câu chuyện của ông Cân, bà Lạng; người bán cháo lòng, người bán chân gà nướng. Họ sẵn sàng “khẩu chiến” để đòi quyền lợi, sẵn sàng đổ cho vợ có “phi công trẻ” và ly hôn giả hòng được chia căn hộ nữa…Họ thuê hai cô con gái làm việc và trả công sòng phẳng. Đối lập với ông Cân, bà Lạng là bà Nha, ông Ngô – một người là bác sỹ, một là nhà văn. Ở tuổi xế chiều, họ đã đến với nhau bằng tình yêu mãnh liệt. Dù con gái của bà Nha phản đối, rồi con trai của ông Ngô hư hỏng nhưng họ vẫn quyết tâm đến với nhau. Chính tình cảm của họ đã khiến Hằng (con gái bà Nha) cũng như Khôi (con trai ông Ngô) đã dẹp bỏ được sự ích kỷ của mình…

## Diễn viên
- NSND Như Quỳnh trong vai Bà Mai[6]
- Kiều Anh trong vai Dương[6]
- Công Dũng trong vai Kỉnh[6]
- NSND Trung Anh trong vai Xuân Ngô[4]
- NSND Minh Hằng trong vai Bà Lạng[6]
- NSND Quốc Trị trong vai Ông Cân[6]
- NSND Lan Hương trong vai Bà Nha
- NSƯT Quốc Trọng trong vai Ông Bang
- Văn Sang trong vai Xuân Khôi
- Diễm Hương trong vai Đông
- Khánh Linh trong vai Đồng
- Hồ Phong trong vai Quân
- Sơn Tùng trong vai Hoàng
- Quỳnh Hoa trong vai Hiền
- Hoàng Yến trong vai Xuyền
- NSND Trọng Trinh trong vai Lung[6]
- Bình Trọng trong vai Khuông
- Thu Huyền trong vai Nhài
- Thanh Chi trong vai Ông Tình
- Linh Chi trong vai Tuyền
- Ngọc Bích trong vai Bà Điển
- NSƯT Thanh Hiền trong vai Bà Ngân
- Mạnh Cường trong vai Nhai
- Dương Mạc Yến My trong vai Thi Uyên

Cùng một số diễn viên khác...

## Ca khúc trong phim
Bài hát trong phim là ca khúc "Khu nhà cũ" do Trương Quý Hải sáng tác và được thể hiện bởi Nghệ sĩ Đức Long và Dương Hoàng Yến.